# Salgó László (rabbi)
Salgó László (Budapest, 1910. április 23. – Budapest, 1985. július 24.) magyar főrabbi. 

## Életrajza
1935-ben szerzett rabbioklevelet, majd rabbihelyettesként és hitoktatóként működött a Budapest józsefvárosi zsinagógában, 1945 után ugyanott főrabbi lett. 1959-től a Budapest Rabbiság igazgatójaként (rituális főfelügyelőként) és az Országos Rabbiképző Intézet tanáraként is tevékenykedett. Tagja volt az Országos Rabbitanácsnak. 1971-től haláláig országos főrabbihelyettes, a budapesti Dohány utcai Főtemplom vezető rabbija. 1980 június 8-tól 1985 március 16-ig országgyűlési képviselő volt.

## Főbb művei
- A Baraita (Bp., 1932)
- A fővárosi zsidóság vallási élete (Új Élet Naptár, 1959)
- Emlékek a Zsidó Gimnázium első évtizedéből (Magy. Izraeliták Orsz. Képviselete (MIOK) Évkönyv, Bp., 1970)
- Emlékeimből (MIOK Évkönyv, 1983-84, Bp., 1984)